# Peter Merseburger

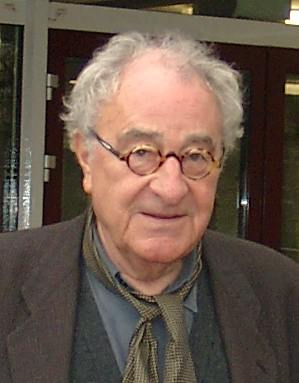
Peter Merseburger (2004)

Peter Merseburger (* 9. Mai 1928 in Zeitz; † 15. Februar 2022 in Berlin) war ein deutscher Journalist und Autor. Er schrieb die erste große Willy-Brandt-Biografie.

## Leben

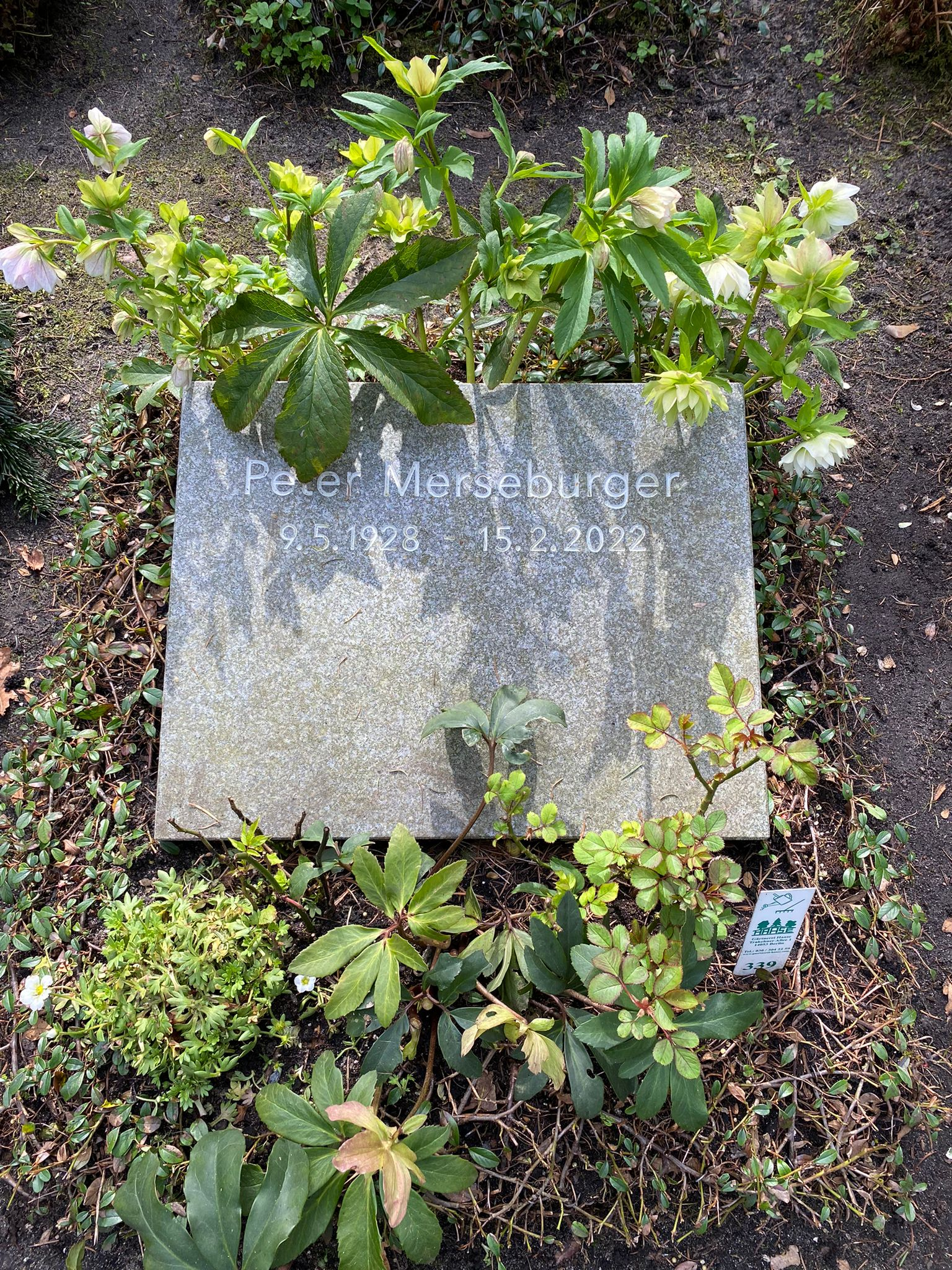
Grabstätte auf dem Friedhof Heerstraße (Abt. 18 I)

Merseburger war das zweite Kind des Malers und Grafikers Karl Erich Merseburger und dessen Ehefrau Gertrud, geborene Troeger. Er absolvierte das Gymnasium in Zeitz und studierte Germanistik, Geschichte und Soziologie an der Martin-Luther-Universität Halle-Wittenberg und der Philipps-Universität Marburg. Er arbeitete als Korrespondent und Redakteur bei Der Spiegel. Von Januar 1967 bis April 1975 war er Leiter und Moderator des Fernsehmagazins Panorama in der Nachfolge von Joachim Fest. Ab 1968 war er zugleich Chefredakteur und Leiter der Hauptabteilung Zeitgeschehen des Norddeutschen Rundfunks. Ab 1977 wurde er Korrespondent und Studioleiter der ARD in verschiedenen Hauptstädten der Welt: Washington, D.C. (1977–1982), Ost-Berlin (1982–1987) und London (1987–1991).
Seit seinem Eintritt in den Ruhestand und dem Rückzug vom Fernsehen arbeitete der in Berlin und Südfrankreich lebende Merseburger als freier Schriftsteller. Er war Mitglied des PEN-Zentrums Deutschland. Bekannt wurde er in dieser Funktion unter anderem durch seine Biografien über Kurt Schumacher, Rudolf Augstein, Willy Brandt und Theodor Heuss.
Peter Merseburger starb im Alter von 93 Jahren und wurde auf dem Friedhof Heerstraße im Berliner Bezirk Charlottenburg-Wilmersdorf beigesetzt.
Merseburgers 1964 geborener Sohn Stephan Merseburger ist ebenfalls journalistisch tätig.

## Auszeichnungen

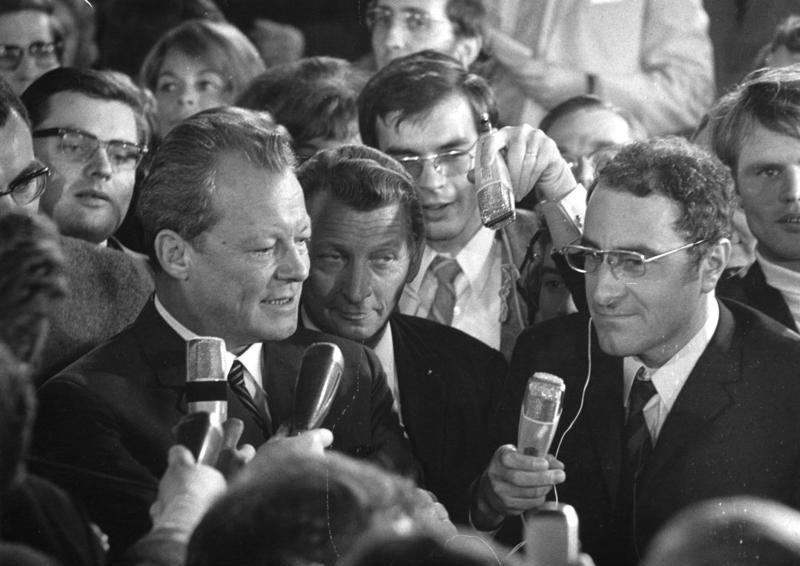
Brandt und Merseburger (1969)

- Das politische Buch der Friedrich-Ebert-Stiftung für die Schumacher-Biographie (1996)
- Deutscher Bücherpreis für die Brandt-Biographie (2003)
- Leuchtturm-Preis des Netzwerks Recherche für die Augstein-Biographie und sein Lebenswerk (2008)
- Ehrenbürger von Zeitz (2008)
- Bundesverdienstkreuz (2018)

## Schriften
- Die unberechenbare Vormacht. Wohin steuern die USA? dtv, München 1985, ISBN 978-3-423-10433-3.
- Grenzgänger. Innenansichten der anderen deutschen Republik. Bertelsmann, München 1988, ISBN 3-570-04746-6.
- Der schwierige Deutsche Kurt Schumacher. Eine Biographie. DVA, Stuttgart 1995, ISBN 3-421-05021-X.
- Von der Bonner zur Berliner Republik: Öffentlichkeit und öffentlicher Raum zu Berlin. 1998, ISBN 978-3-929273-18-2 (zusammen mit Hermann Lübbe, Jürgen Kocka u. a.).
- Mythos Weimar. Zwischen Geist und Macht. München 2013, ISBN 978-3-423-30787-1 (ursprünglich 1998 erschienen).
- Willy Brandt, 1913–1992. Visionär und Realist. DVA, Stuttgart 2002, ISBN 3-423-34097-5.
- Rudolf Augstein. DVA, Stuttgart 2007, ISBN 978-3-421-05852-2.
- Theodor Heuss. Der Bürger als Präsident. DVA, München 2012, ISBN 978-3-421-04481-5.
- Aufbruch ins Ungewisse. Erinnerungen eines politischen Zeitgenossen. DVA, München 2021, ISBN 978-3-421-04815-8.